# Черсль
Черсль (пол. Czerśl) — село в Польщі, у гміні Луків Луківського повіту Люблінського воєводства.
Населення — 389 осіб (2011).
У 1975-1998 роках село належало до Седлецького воєводства.

## Демографія
Демографічна структура станом на 31 березня 2011 року:
|          | Загалом | Допрацездатний вік | Працездатний вік | Постпрацездатний вік |
| -------- | ------- | ------------------ | ---------------- | -------------------- |
| Чоловіки | 197     | 53                 | 128              | 16                   |
| Жінки    | 192     | 52                 | 102              | 38                   |
| Разом    | 389     | 105                | 230              | 54                   |